# Phyllanthus ankarana
Phyllanthus ankarana är en emblikaväxtart som beskrevs av Jacques Désiré Leandri. Phyllanthus ankarana ingår i släktet Phyllanthus och familjen emblikaväxter. Inga underarter finns listade i Catalogue of Life.